# Oigny (Côte-d'Or)
Pour les articles homonymes, voir Oigny.
Oigny est une commune française située dans le département de la Côte-d'Or en région Bourgogne-Franche-Comté.

## Géographie

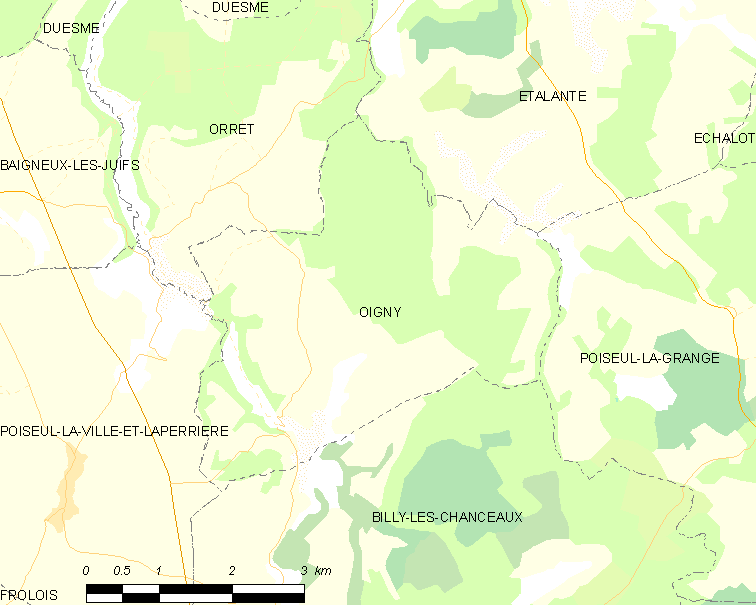

Irrigué également par le Revinson, Oigny est la quatrième commune traversée par la Seine depuis sa source à 10 km au sud. À 350 m. d'altitude, au sud-ouest de la commune, elle suit une vallée aux versants boisés (où s'est installée l'abbaye d'Oigny), creusée dans le vaste plateau agricole qui culmine à une centaine de mètres plus haut. Quelques prairies s'étalent le long de la Seine et plus d'un tiers du finage est couvert au nord-est par des forêts domaniales et communales.

### Hydrographie
La commune est traversée par la Seine et le Revinson.

### Hameaux, écarts, lieux-dits
- Hameaux détachés du village : les Granges (où se trouve la mairie), Laneuf.
- habitat écarté : la Combe-des-Rus, les Bateaux, le Charmoi, le Quartier.
- lieux-dits d'intérêt local : la Chapelle, la Combe, le Gibot.

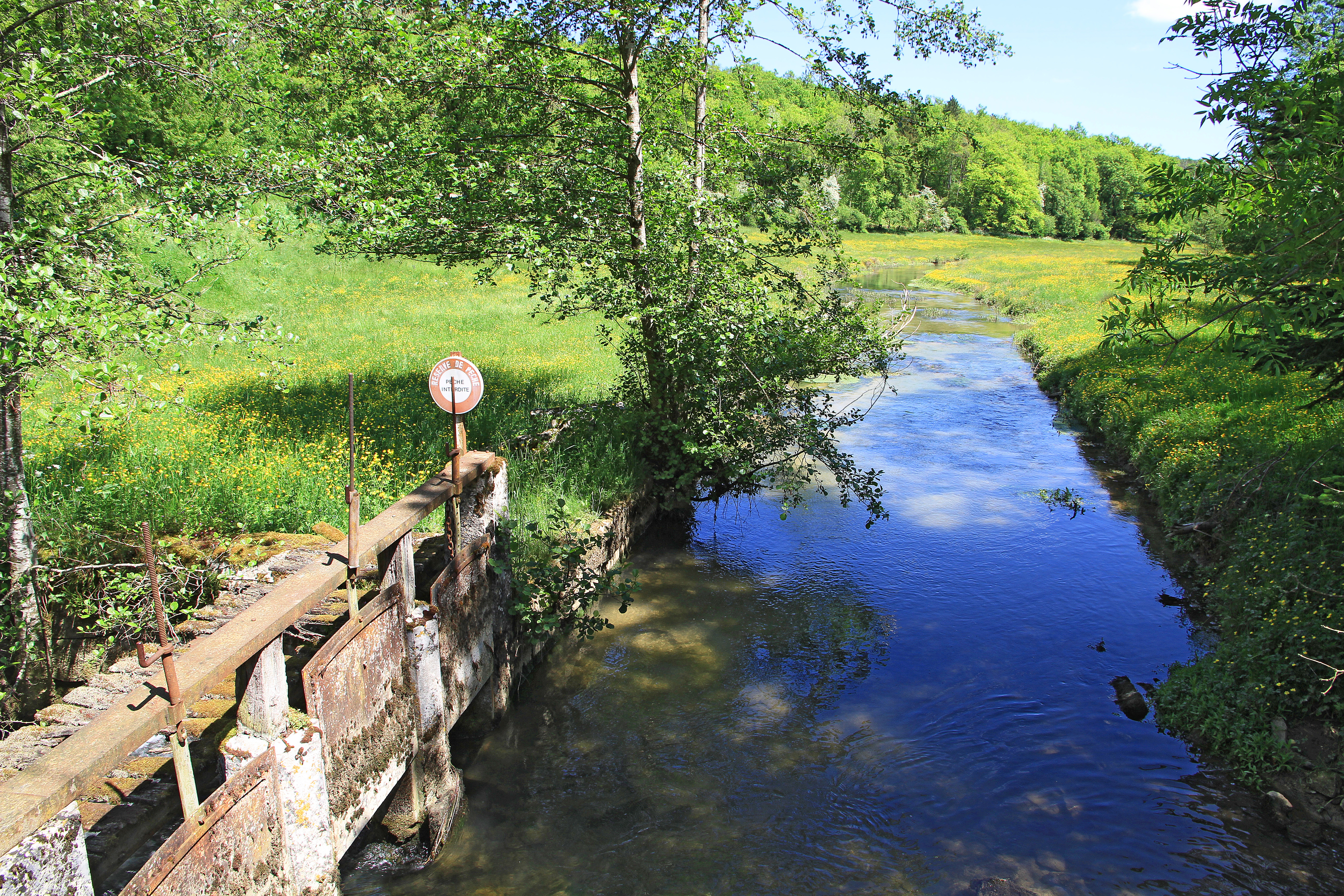
Vanne du bief de l'abbaye sur la Seine au moulin d'Oigny.
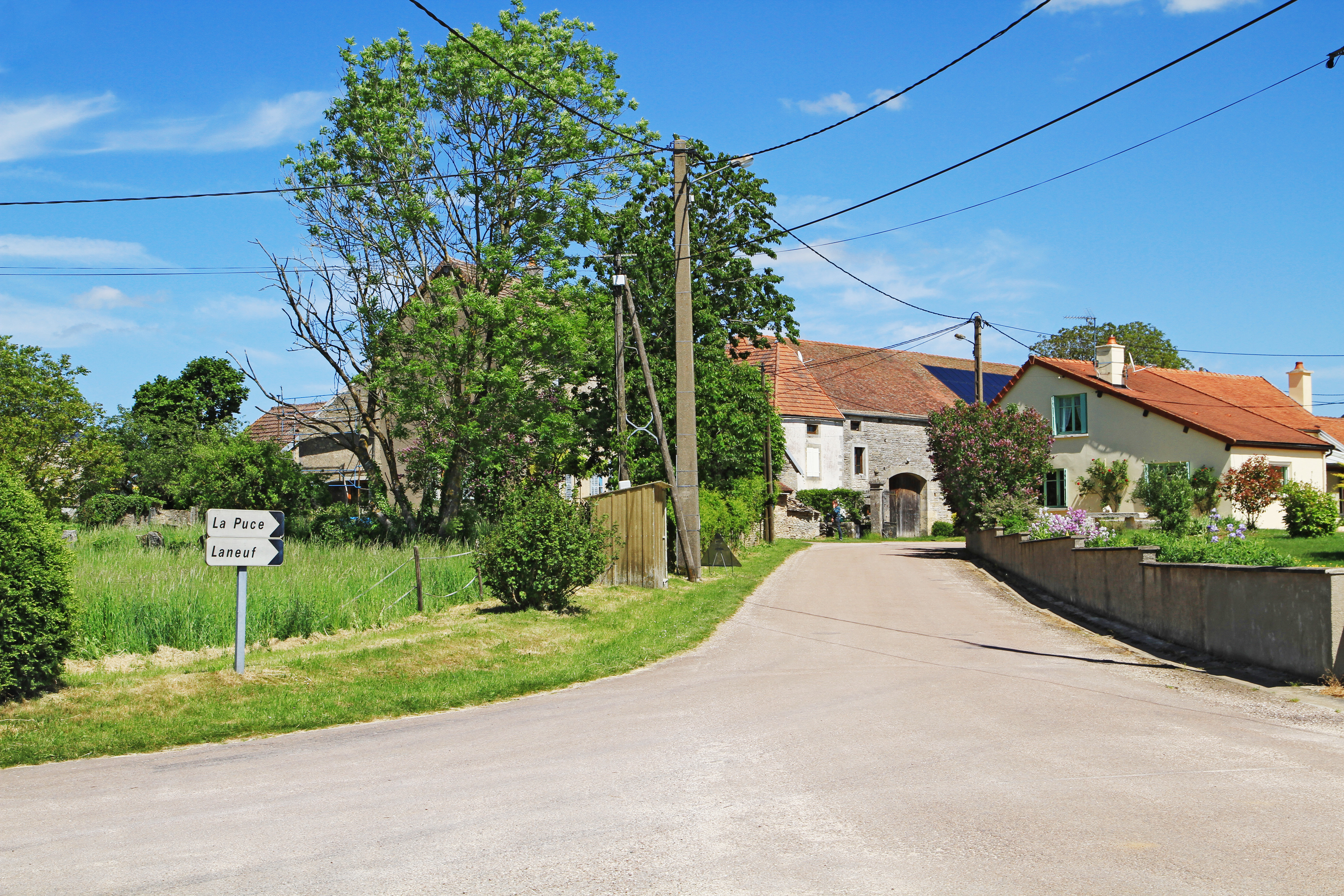
Hameau des Granges sur le plateau.

### Climat
Pour des articles plus généraux, voir Climat de la Bourgogne-Franche-Comté et Climat de la Côte-d'Or.
En 2010, le climat de la commune est de type climat des marges montargnardes, selon une étude du Centre national de la recherche scientifique s'appuyant sur une série de données couvrant la période 1971-2000. En 2020, Météo-France publie une typologie des climats de la France métropolitaine dans laquelle la commune est exposée à un climat océanique altéré et est dans la région climatique  Lorraine, plateau de Langres, Morvan, caractérisée par un hiver rude (1,5 °C), des vents modérés et des brouillards fréquents en automne et hiver. 
Pour la période 1971-2000, la température annuelle moyenne est de 9,9 °C, avec une amplitude thermique annuelle de 16,5 °C. Le cumul annuel moyen de précipitations est de 950 mm, avec 13,3 jours de précipitations en janvier et 8,5 jours en juillet. Pour la période 1991-2020, la température moyenne annuelle observée sur la station météorologique de Météo-France la plus proche, « Saint-Martin-du-M », sur la commune de Saint-Martin-du-Mont à 17 km à vol d'oiseau, est de 9,9 °C et le cumul annuel moyen de précipitations est de 938,1 mm,. Pour l'avenir, les paramètres climatiques de la commune estimés pour 2050 selon différents scénarios d'émission de gaz à effet de serre sont consultables sur un site dédié publié par Météo-France en novembre 2022.

## Urbanisme

### Typologie
Au 1er janvier 2024, Oigny est catégorisée commune rurale à habitat très dispersé, selon la nouvelle grille communale de densité à 7 niveaux définie par l'Insee en 2022.
Elle est située hors unité urbaine et hors attraction des villes,.

### Occupation des sols
L'occupation des sols de la commune, telle qu'elle ressort de la base de données européenne d’occupation biophysique des sols Corine Land Cover (CLC), est marquée par l'importance des territoires agricoles (55,4 % en 2018), une proportion identique à celle de 1990 (55,4 %). La répartition détaillée en 2018 est la suivante : 
terres arables (48,7 %), forêts (44,6 %), prairies (4,5 %), zones agricoles hétérogènes (2,2 %). L'évolution de l’occupation des sols de la commune et de ses infrastructures peut être observée sur les différentes représentations cartographiques du territoire : la carte de Cassini (XVIIIe siècle), la carte d'état-major (1820-1866) et les cartes ou photos aériennes de l'IGN pour la période actuelle (1950 à aujourd'hui).

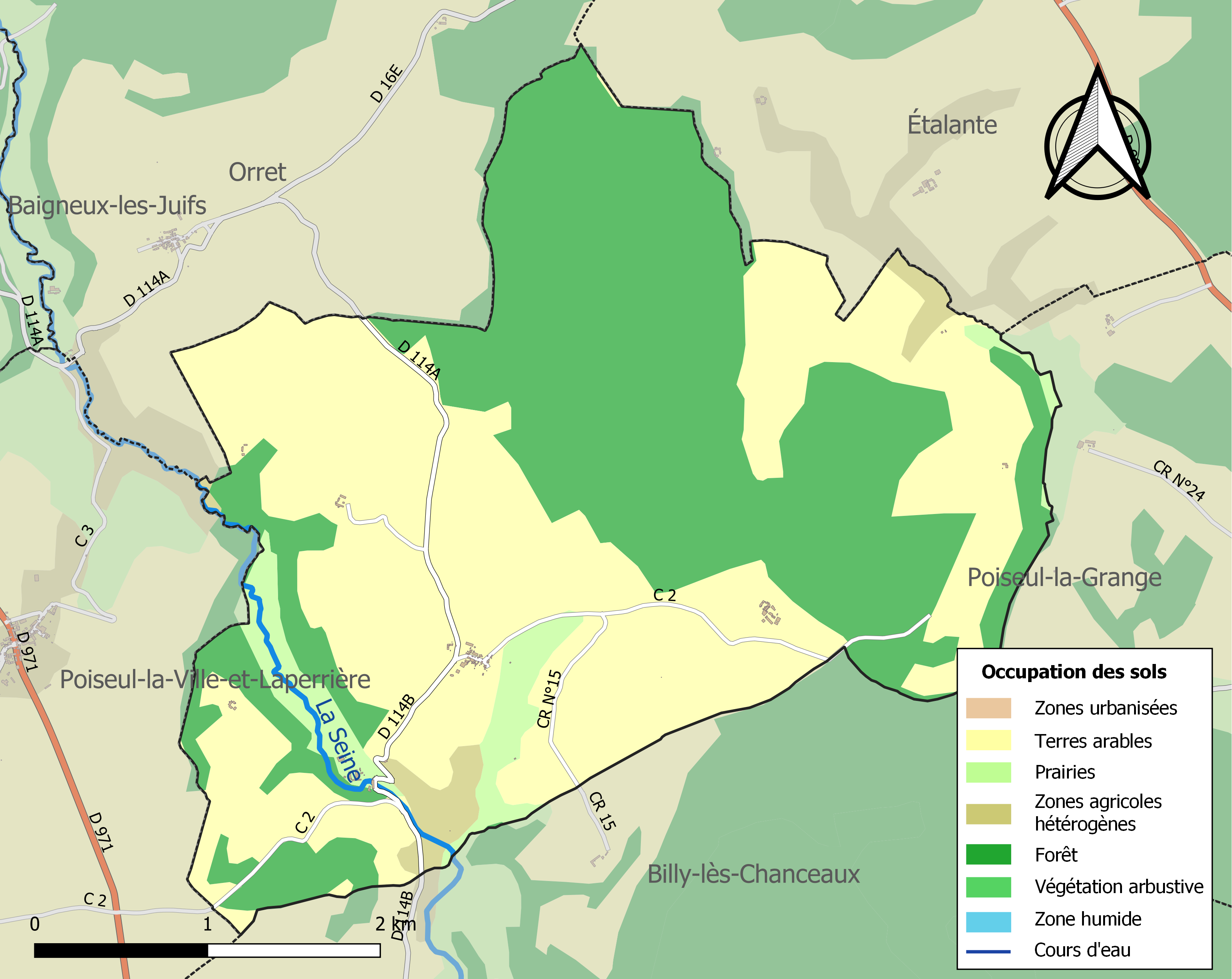
Carte des infrastructures et de l'occupation des sols de la commune en 2018 (CLC).

## Histoire

### Préhistoire et Antiquité
Le tumulus des Batteau atteste d'une occupation celtique ancienne.

### Moyen Âge
L'histoire du lieu se confond avec celle de l'abbaye

### Époque moderne
En 1789 la commune d'Oigny est constituée des hameaux qui l'entourent, celui des Granges accueillant la mairie et l'école.

## Politique et administration
| Période                                  | Période  | Identité         | Étiquette | Qualité |
| ---------------------------------------- | -------- | ---------------- | --------- | ------- |
| mars 2001                                | 2014     | Robert Perraudin |           |         |
| 2014                                     | En cours | Olivier Gallien  |           |         |
| Les données manquantes sont à compléter. |          |                  |           |         |

Oigny appartient :
- à l'arrondissement de Montbard,
- au canton de Châtillon-sur-Seine et
- à la communauté de communes du Pays Châtillonnais

## Démographie
L'évolution du nombre d'habitants est connue à travers les recensements de la population effectués dans la commune depuis 1793. Pour les communes de moins de 10 000 habitants, une enquête de recensement portant sur toute la population est réalisée tous les cinq ans, les populations de référence des années intermédiaires étant quant à elles estimées par interpolation ou extrapolation. Pour la commune, le premier recensement exhaustif entrant dans le cadre du nouveau dispositif a été réalisé en 2005.

En 2022, la commune comptait 40 habitants, en évolution de +11,11 % par rapport à 2016 (Côte-d'Or : +0,82 %, France hors Mayotte : +2,11 %).
| 1793 | 1800 | 1806 | 1821 | 1831 | 1836 | 1841 | 1846 | 1851 |
| ---- | ---- | ---- | ---- | ---- | ---- | ---- | ---- | ---- |
| 195  | 213  | 223  | 179  | 209  | 194  | 206  | 208  | 195  |

| 1856 | 1861 | 1866 | 1872 | 1876 | 1881 | 1886 | 1891 | 1896 |
| ---- | ---- | ---- | ---- | ---- | ---- | ---- | ---- | ---- |
| 180  | 177  | 158  | 151  | 141  | 120  | 134  | 115  | 104  |

| 1901 | 1906 | 1911 | 1921 | 1926 | 1931 | 1936 | 1946 | 1954 |
| ---- | ---- | ---- | ---- | ---- | ---- | ---- | ---- | ---- |
| 102  | 90   | 115  | 102  | 122  | 90   | 74   | 74   | 67   |

| 1962 | 1968 | 1975 | 1982 | 1990 | 1999 | 2005 | 2006 | 2010 |
| ---- | ---- | ---- | ---- | ---- | ---- | ---- | ---- | ---- |
| 62   | 40   | 42   | 36   | 30   | 29   | 32   | 32   | 35   |

| 2015 | 2020 | 2022 | - | - | - | - | - | - |
| ---- | ---- | ---- | - | - | - | - | - | - |
| 36   | 42   | 40   | - | - | - | - | - | - |

## Lieux, monuments et pôles d'intérêt
- Abbaye d'Oigny  Inscrit MH (1990)[17].
- Église Saint-Jean-Baptiste au lieu-dit la Chapelle (en lisière des bois sur la route des Granges) inscrite à l'inventaire général du patrimoine culturel en 1990[18]. C'est un petit bâtiment à abside ronde, sans transept, couvert d'un toit à deux pans, son petit clocher en bois surplombe la façade à pignon droit. Située dans un enclos avec le cimetière, le parvis au bord du versant vers la Seine est un peu à l'étroit.

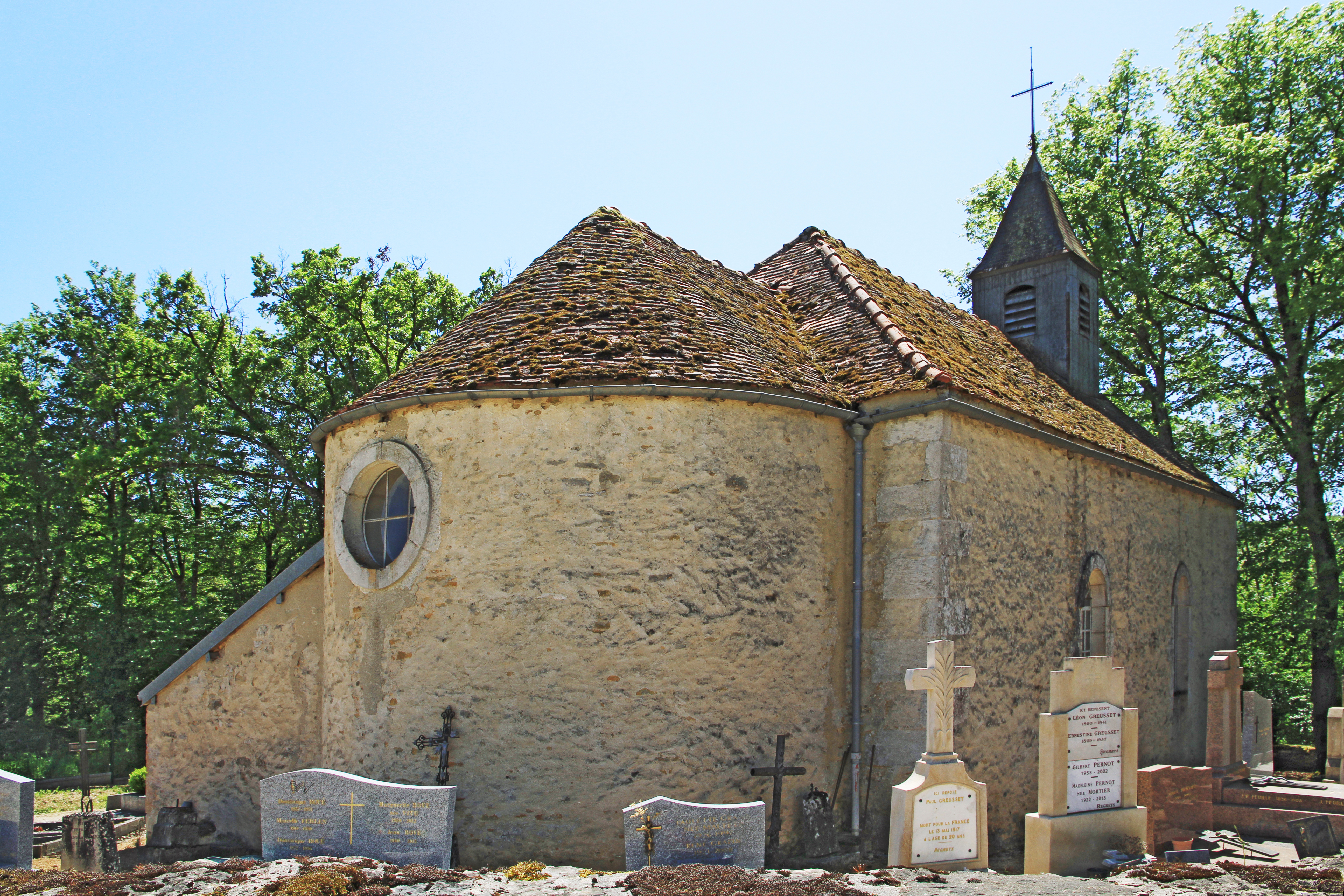
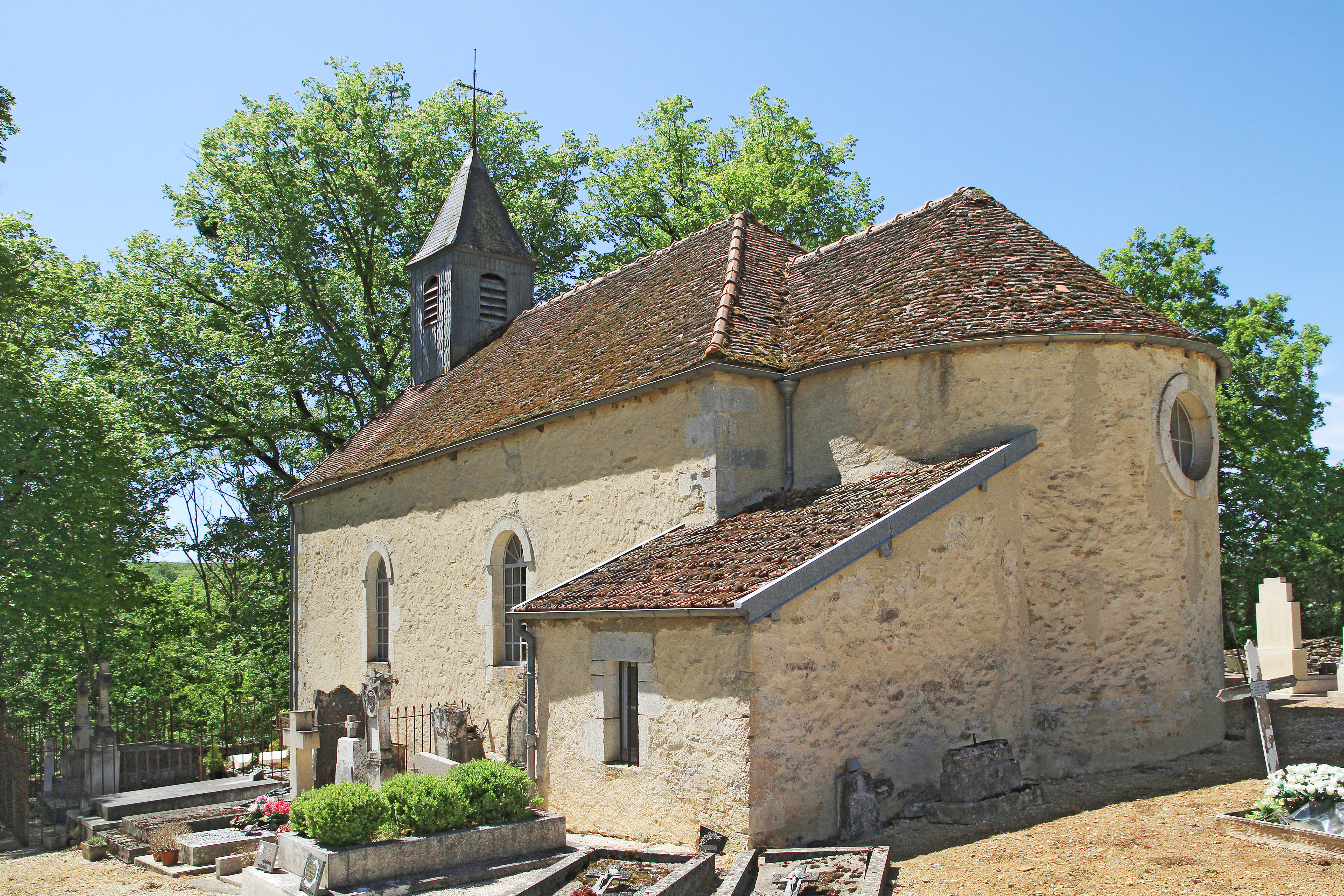

## Personnalités liées à la commune
Octave Terrillon (1844-1895), créateur de l'asepsie chirurgicale.